# Bătălia de la Râul Kalka
Bătălia de la Râul Kalka (în rusă Битва на реке Калке, în ucraineană Битва на ріці Калка) a avut loc la 31 mai 1223, între Imperiul Mongol (în frunte cu Jebe și Subutai) și principatele Rusia Kieveană și Galiția-Volînia aliate cu cumanii și cu brodnicii. Principatele slave răsăritene erau conduse de Mstislav cel Viteaz și de Mstislav al III-lea al Kievului. Bătălia s-a dat pe malurile râului Kalka (din regiunea Donețk din Ucraina de astăzi) și s-a sfârșit cu victoria mongolilor.
În urma invaziei mongole a Asiei Centrale și a prăbușirii Imperiului Horezmian, o forță mongolă condusă de generalii Jebe și Subutai a înaintat în Irakul Persan. Jebe a cerut din partea liderului mongol, Genghis Han, permisiunea de a continua cuceririle timp de câțiva ani înainte de a reveni la armata principală prin Caucaz. În timp ce așteptau răspunsul lui Genghis Han, cei doi au pornit într-un raid în care au atacat Georgia și l-au ucis pe rege. Genghis Han le-a dat celor doi permisiunea de a continua expediția și, după ce au trecut prin Caucaz, au învins o coaliție de triburi caucaziene înainte de a-i învinge pe cumani. Hanul cumanilor a fugit la curtea ginerelui său, prințul Mstislav cel Viteaz al Galiției, pe care l-a convins să-l ajute în lupta contra mongolilor. Mstislav cel Viteaz a format o alianță cu principii slavi, inclusiv cu Mstislav al III-lea al Kievului.
Armata slavă combinată a învins la început ariergarda mongolă. Slavii i-au urmărit pe mongoli timp de mai multe zile, dar s-au împrăștiat pe o distanță prea mare. Mongolii s-au oprit și s-au așezat în formație de luptă pe malurile râului Kalka. Mstislav cel Viteaz și aliații lui cumani i-au atacat pe mongoli fără să aștepte restul armatei slave și a fost învins. În confuzia care a urmat, mai mulți principi slavi au fost învinși, iar Mstislav al Kievului a fost obligat să se retragă într-o tabără fortificată. După ce a rezistat trei zile, el s-a predat în schimbul unei promisiuni de siguranță pentru el și oamenii lui. Odată ce s-au predat, însă, mongolii i-au măcelărit și l-au executat pe Mstislav al Kievului. Mstislav cel Viteaz a scăpat, iar mongolii au revenit în Asia, unde i s-au alăturat lui Genghis Han.

## Context
În 1219, ca răspuns pentru uciderea ambasadorilor săi, hanul mongol, Genghis Han, a invadat Imperiul Horezmian. Într-o campanie ce a durat trei ani, Genghis Han și generalii săi au distrus armatele horezmiene și au cauzat dezintegrarea imperiului. Sultanul horezmian Ala ad-Din Muhammad a murit pe o insulă din Marea Caspică, lăsându-și fiul, pe Jalal ad-Din Mingburnu, fără țară.
Când Jebe (unul din generalii mongoli care îl urmăreau pe Muhammad) a auzit de moartea lui Ala ad-Din Muhammad, i-a cerut lui Genghis Han permisiunea de a continua timp de un an sau doi cuceririle înainte de a se întoarce în Mongolia prin Caucaz.
În timp ce aștepta răspunsul lui Genghis Han, Jebe și Subutai (un alt general care îl urmărea pe Muhammad) au pornit în fruntea unei armate de 20.000 de oameni, fiecare dintre ei conducând câte un tumen. Ei au lăsat în urmă numai distrugeri pe drumul lor prin Irakul Persan și prin Azerbaidjan, distrugând orașele Rayy, Zanjan și Qazvin. Orașul Hamadan a capitulat fără luptă. Între timp, Özbeg, atabeg al Azerbaidjanului, și-a salvat capitala, Tabriz, și a împiedicat distrugerea țării oferind mongolilor un dar generos în bani, haine și cai, arma cea mai de preț a mongolilor.
De la Tabriz, mongolii au înaintat spre nord și au iernat în stepele Mugan. Acolo, armata a fost întărită de venirea unor mercenari kurzi și turkmeni, care și-au oferit serviciile mongolilor.

### Raidul din Caucaz
În același timp, atenția lui Jebe și Subutai s-a îndreptat către altceva. În ianuarie și februarie 1221, ei au efectuat un tur de recunoaștere în Regatul Georgiei, pătrunzând pe valea râului Kura. Scopul mongolilor nu era de a cuceri țara, ci de a o jefui, iar kurzii și turkmenii au fost trimiși în avangardă. Regele Georgiei, Gheorghe al IV-lea, a venit cu 10.000 de oameni și i-a respins pe mongoli lângă Tbilisi. Mongolii s-au retras, continuând însă să lanseze contraatacuri împotriva armatei georgiene. Mongolii au lansat apoi un atac complet și au înfrânt armata georgiană, despre care Richard Gabriel afirmă că ar fi fost formată din 70.000 de oameni.
În martie 1221, mongolii au revenit în Azerbaidjan și au asediat Maragheh, folosind prizonierii drept carne de tun. Până la sfârșitul lunii, ei cuceriseră orașul și uciseseră mare parte din populație. Jebe și Subutai puneau la cale o înaintare spre sud și o cucerire a Baghdadului, capitala Califatului Abbasid, și să ceară răscumpărarea lui, în timp ce califul se afla cu o mică armată în Irakul Persan. Mongolii s-au întors însă din nou la Hamadan. De această dată însă, liderii orașului nu au capitulat și le-au provocat multe pierderi mongolilor înainte ca aceștia să reușească să captureze și să distrugă orașul.
Spre sfârșitul lui 1221, mongolii au înaintat din nou spre nord în Georgia, pătrunzând pe valea râului Kura. O armată georgiană îi aștepta în apropiere de Tbilisi, și după ce a înaintat, Subutai a simulat retragerea. În acest moment, cavaleria georgiană a urmărit armata lui Subutai a căzut într-o ambuscadă a lui Jebe. Armata georgiană a suferit o înfrângere grea, iar regele Gheorghe a fost rănit mortal. Mongolii au continuat jefuind sudul Georgiei.

## Preludiul

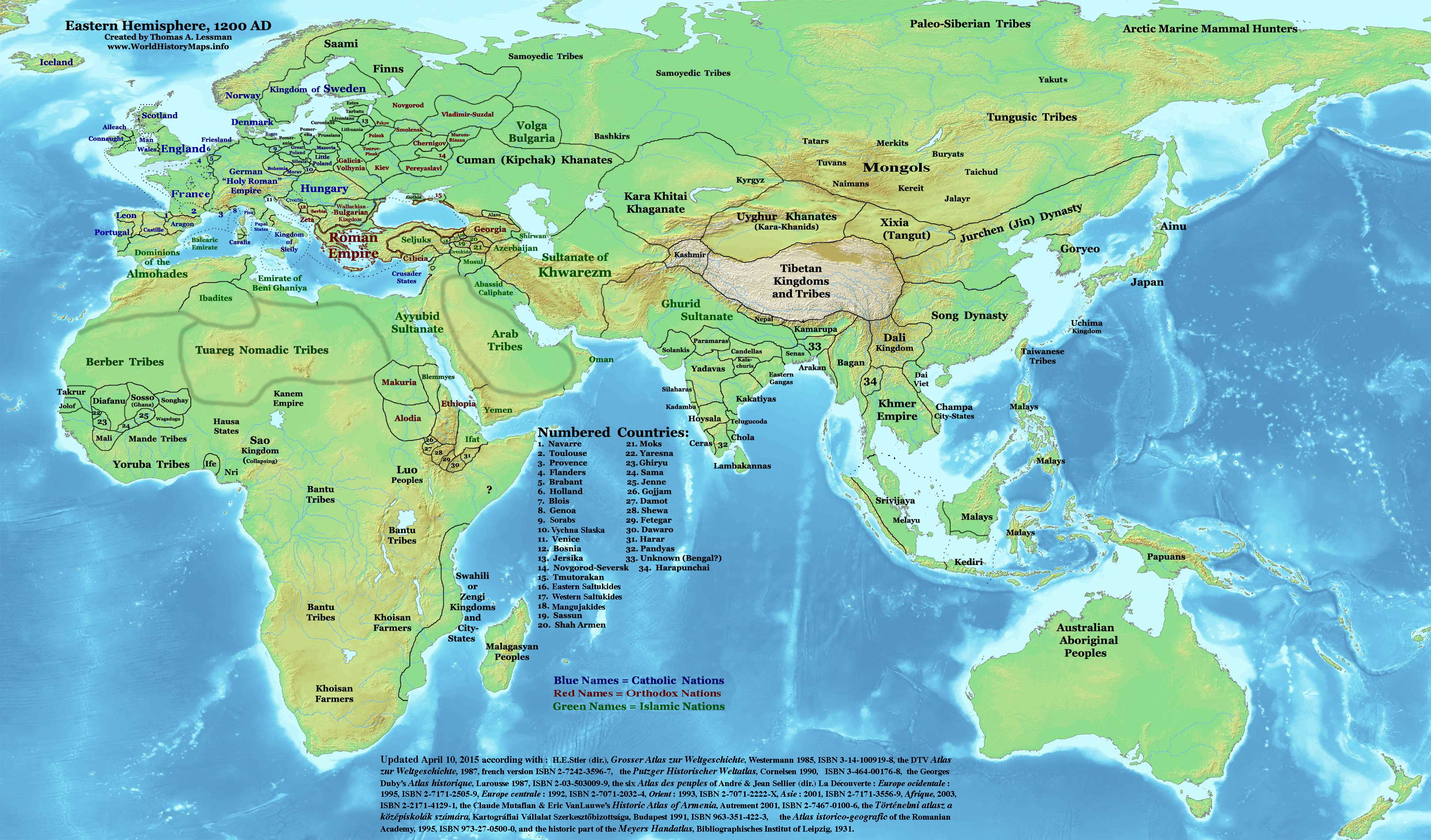
Hartă pe care se vede hanatul cuman și principatele slave

Genghis Han i-a acordat într-un final lui Jebe permisiunea de a continua campania și acesta, secondat de Subutai, a condus armata mongolă către orașul Derbent, care a refuzat să se predea. Jebe a promis că va cruța orașul în schimbul a 10 călăuze care să-i conducă prin Caucaz. Pentru a le avertiza pe călăuze să nu facă vreun vicleșug, mongolii l-au executat pe unul din ei. Trecerea Caucazului a fost costisitoare pentru mongoli, care a trebuit să-și abandoneze armele de asediu și care au pierdut sute de oameni morți de frig.
După ce au reușit traversarea Caucazului, mongolii au fost întâmpinați de o alianță formată din lezgini, alani și cerchezi, triburi ce trăiau la nord de Caucaz și care strânseseră o armată de aproximativ 50.000 de oameni. Lor li s-au alăturat cumanii, un popor turcic care stăpânea un hanat întins, între lacul Balhaș și Marea Neagră. Cumanii i-au convins și pe bulgarii de la Volga și pe hazari să li se alăture. Hanul cuman, Koten, și-a pus armata sub conducerea fratelui său, Iuri, și a fiului său, Daniel. Prima bătălie între această alianță și mongoli s-a încheiat nedecis, dar mongolii au reușit să-i convingă pe cumani să abandoneze alianța amintindu-le de prietenia turco-mongolă și promițându-le o parte din prada obținută de la triburile caucaziene.
Cu această problemă rezolvată, mongolii au atacat și au distrus armata alianței, după care i-au atacat pe cumani, care s-au despărțit în două grupuri separate în drum spre casă, distrugând ambele armate și arzând Astrahanul. Mongolii au început să-i urmărească pe cumani în drumul lor înspre nord-vest.
Venețienii au trimis o solie la mongoli și au stabilit o alianță prin care mongolii se obligau să nu mai distrugă niciun târg european ar mai fi întâlnit în cale. Pe măsură ce mongolii îi urmăreau pe cumani, Jebe a trimis un detașament în Crimeea, unde Republica Genoveză avea câteva târguri. Mongolii au capturat și au jefuit orașul genovez Soldaia. Între timp, Koten s-a grăbit spre curtea ginerelui său, prințul Mstislav cel Viteaz al Galiției. El l-a avertizat pe Mstislav: „Astăzi, mongolii au luat pământurile noastre, mâine le vor lua pe ale voastre”. Cumanii au fost însă ignorați vreme de aproape un an, deoarece Rusia Kieveană suferise vreme de multe decenii de pe urma raidurilor cumane. Când însă au ajuns la Kiev vești că mongolii se îndreptau spre Nistru, slavii au răspuns. Mstislav a adunat o alianță de principi slavi, între care se numărau Mstislav al III-lea al Kievului și Iuri al II-lea al Vladimir-Suzdalului, care i-au promis ajutor. Slavii au început să-și adune armatele și s-au îndreptat spre punctul de întâlnire.

## Bătălia de la Kalka

### Primele mișcări
Numărul celor prezenți la bătălie este încă în dispută, întrucât nu există surse primare care să estimeze numărul combatanților, acesta rămânând a fi estimat de istoricii moderni. Istoricul Leo de Hartog estimează mărimea armatei slave la circa 30.000 de oameni, în timp ce Richard Gabriel și Hector Hugh Munro susțin că ar fi fost vorba de până la 80.000. De Hartog estimează și mărimea armatei mongole la 20.000, în vreme ce Gabriel dă cifra de 23.000 de oameni. Istoricul John Fennell, un expert în istoria Rusiei Kievene și în istoria medievală rusă, pune la îndoială multe din aceste cifre, afirmând că cifrele din izvoarele istorice rusești sunt exagerate, iar cronicile se contrazic între ele.
Deplasarea armatei slave a fost detectată de mongoli, aflați pe malul estic al Niprului așteptând întăriri de la Jochi, fiul cel mare al lui Genghis Han, aflat într-o campanie în zona Mării Aral. Acesta însă s-a îmbolnăvit, iar întăririle nu au mai venit.
În același timp, slavii au încercat să-i prindă pe mongoli într-o capcană. Cnejii din Galiția și Volînia și-au transportat armatele pe râu către sud, în timp ce principii Kievului și Cernigovului au înaintat spre nord iar armata din Kursk a înaintat frontal. În același timp, cumanii au încercat să atace ariergarda mongolă. Când Jebe a aflat aceasta, a trimis 10 soli la principele Kievului. Aceștia au susținut că mongolii nu au nimic cu slavii și că îi atacă doar pe cumani și că mongolii se deplasau spre est, în sens opus orașelor slave. Mstislav al Kievului i-a executat pe soli și mongolii au răspuns trimițând noi emisari care au declarat război.
Când Jebe și Subutai au aflat de manevrele slavilor, s-au îndreptat spre est, singura direcție posibilă, evitându-i. Ei au lăsat însă o ariergardă de 1.000 de oameni sub comanda unui anume Hamabek, să observe mișcările slavilor. Curând, Mstislav cel Viteaz a ajuns la râu în dreptul ariergardei. Neexistând o anumită ierarhie, fiecare cneaz putea acționa după cum dorea. Mstislav a trecut râul în cele din urmă, în ciuda tirului de săgeți. După ce slavii au debarcat în număr mare pe malul celălalt, mongolii au fost uciși până la ultimul om.

### Atacul slav

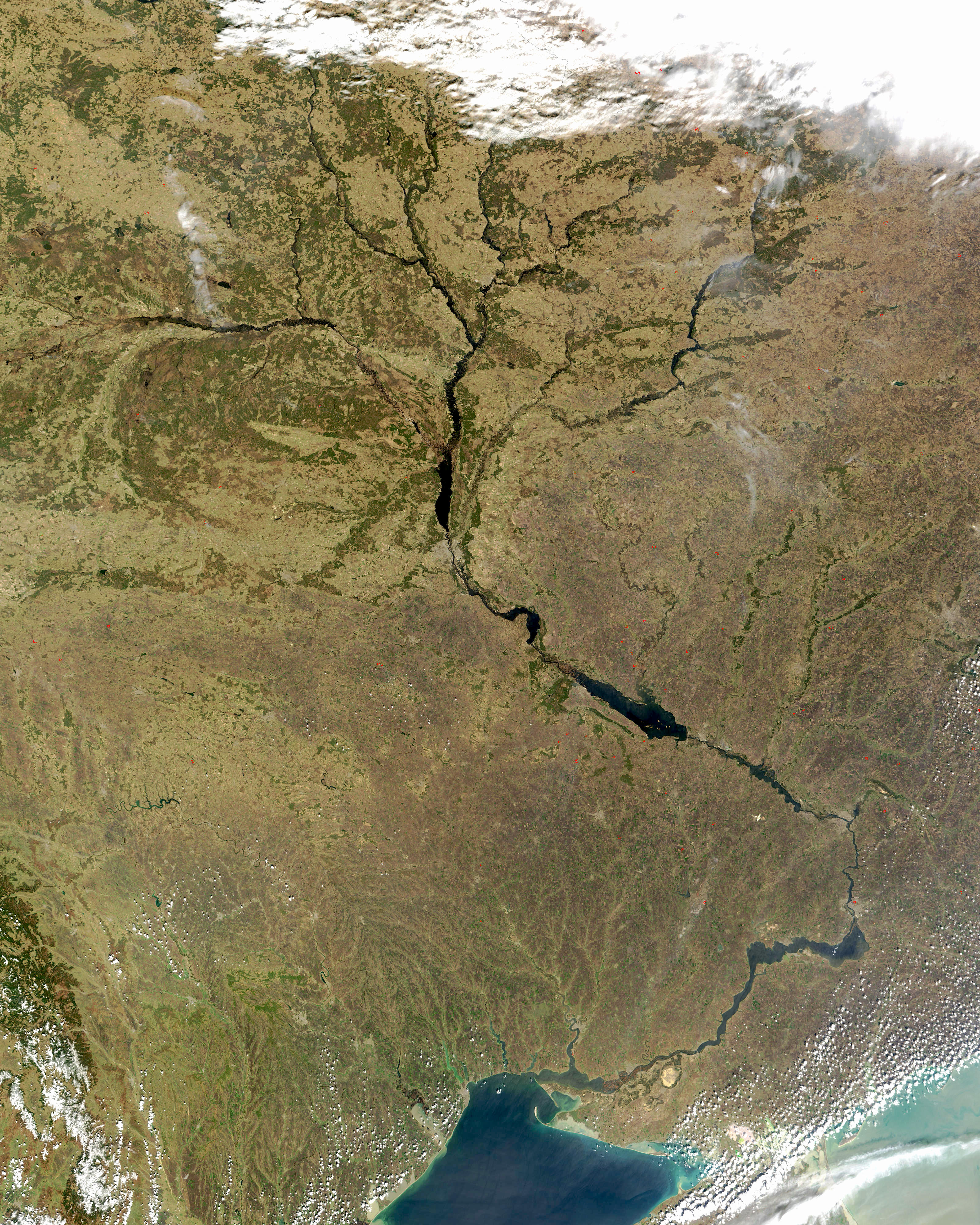
Râul Nipru și zona înconjurătoare

După ce a atras armatele slave printr-o falsă retragere timp de nouă zile, armata mongolă s-a întors către urmăritorii ei pe o poziție de-a lungul râului Kalka (poziție necunoscută cu exactitate, considerată a fi râul Kalcik care se varsă în Marea Azov).
Izvoarele istorice rusești dau doar o relatare generală a bătăliei propriu-zise și a urmăririi cnejilor prin stepă. Cronicile scriu ce cneji au luat parte și care din ei au murit, dar nu mult mai multe despre mărimea armatelor și numărul victimelor. În ce privește desfășurarea bătăliei, cronicile relatează că cumanii s-au desprins din rânduri și au fugit fără luptă și că fuga lor dezordonată printre rândurile slavilor a dus la o confuzie generală și a dus la măcelărirea lor de către mongoli.

### Înfrângerea slavilor
Armatele din Volînia și Kursk au lăsat un gol în linia lor pentru a face loc cumanilor ce se retrăgeau. Cavaleria grea a mongolilor a șarjat prin această breșă. Armata Cernigovului, neștiind că bătălia începuse, înainta atunci când s-a ciocnit frontal cu cumanii în retragere. Cavaleria mongolă a profitat de confuzia din liniile cernigovenilor și a atacat, cauzând prăbușirea liniei și moartea cneazului Mstislav al Cernigovului.
În același timp, flancurile mongolilor s-au închis în jurul armatei slave dezmembrate, tăindu-i calea de retragere. Slavii înconjurați au fost loviți cu săgeți salvă după salvă, și cu șarje sporadice de cavalerie. În timp ce mongolii efectuau aceste atacuri, o parte din armată – în frunte cu Mstislav cel Viteaz – a reușit să-și croiască drum prin încercuirea mongolă și să scape.
Mstislav al Kievului a sosit și el și a văzut resturile armatei slave fugind. Cu contingentul lui de 10.000 de oameni, s-a retras în tabăra lui fortificată, pe un deal de pe malurile Niprului. Armata mongolă a prins din urmă forțele lui Mstislav al Kievului și i-au asediat tabăra. Mstislav al Kievului și armata kieveană a reușit să reziste trei zile, dar Mstislav al Kievului a hotărât să i se predea lui Jebe cu condiția ca el și armata lui să se poată întoarce la Kiev. Odată ce au preluat controlul asupra taberei, mongolii au măcelărit armata kieveană și l-au luat prizonier pe Mstislav al Kievului împreună cu alți nobili.

## Participarea brodnicilor la bătălie
La bătălie a participat de partea slavilor și un voievod brodnic, pe nume Ploskinia împreună cu oamenii săi. Ploskinia a scăpat din încercuire după ce a predat tătarilor câțiva principi urmăriți de aceștia pentru măcelărirea soliei de pace a tătarilor. Unii istorici consideră că țara brodnicilor trebuie căutată în Moldova, ținând cont de diplomele regilor Ungariei și de bulele papale.

## Urmări

Ruta expediției se poate vedea în colțul din stânga-sus

Bătălia a reprezentat o înfrângere foarte grea pentru principii slavi, Richard Gabriel susținând că au pierdut 50.000 de oameni, față de pierderile minimale suferite de mongoli. Dintre izvoarele istorice slave, Cronica vremurilor trecute estimează numărul de morți la 10.000 în vreme ce Cronica nikoniană ulterioară vorbește de 60.000 de morți. Prima cronică novgorodeană, contemporană cu bătălia, nu dă niciun fel de cifre. Dintre cnejii slavi, Daniel al Volîniei, rănit, împreună cu Mstislav cel Viteaz au reușit să scape. Bătălia a reprezentat o grea înfrângere, dat fiind că multe dintre cnezatele slave și-au pierdut mare parte din armată și conducătorul, cu semnificativa excepție a cnezatului Vladimir-Suzdal. Istoricul Robert Marshall descrie raidul astfel: „Restul campaniei lui Subedai a intrat în analele istoriei militare ca una dintre cele mai mari aventuri ale războaielor de cavalerie.”
Mongolii i-au executat pe Mstislav al Kievului și pe nobilii kieveni în maniera tradițională mongolă rezervată nobililor și regilor: fără vărsare de sânge. Mstislav și nobilii săi au fost îngropați de vii sub platforma pe care stăteau generalii mongoli la festinul de sărbătorire a victoriei. Între timp, Mstislav cel Viteaz a reușit să ajungă pe malul vestic al Kalkăi și la Nipru cu restul armatei lui. Pentru a-i împiedica pe mongoli să treacă Niprul, Mstislav a distrus toate ambarcațiunile pe care le-a putut găsi.
Temerile slavilor nu s-au adeverit: mongolii l-au urmărit pe principele Galiției și au jefuit câteva orașe, dar după aceea s-au întors. Armata mongolă a trecut Volga lângă Volgogradul de astăzi și au trecut prin Bulgaria de pe Volga, unde au fost învinși într-o ambuscadă de bulgari. Armata mongolă i-a întâlnit pe bulgari într-o altă bătălie în care a fost iarăși învinsă de aceștia. Mongolii au continuat atacându-i pe cumanii din Kanglis, care îi susținuseră pe cumanii din Caucaz cu un an în urmă. Au luptat împotriva armatei cumane lângă Munții Ural, învingându-i, ucigându-l pe han și obligându-i să plătească tribut.
După această victorie, mongolii s-au îndreptat spre est și s-au întâlnit cu Genghis Han și cu restul armatei mongole din stepă la est de râul Sîr Daria. Genghis Han a apreciat mult realizările generalilor săi și i-a răsplătit pe Jebe și Subutai. Jebe nu a mai trăit însă mult după campanie. Importanța expediției a fost imensă. Ea a fost cel mai îndelungat raid de cavalerie, mongolii parcurgând 8.850 km în trei ani. Subutai a plasat în Rusia și numeroși spioni care au dat frecvent informații despre ce se întâmplă în Europa și în Rusia. În 1237, Subutai și Batu au condus un nou atac asupra slavilor, de această dată cu 120.000 de oameni și cu această armată a cucerit Rusia Kieveană.